# 선명 텔레비전
선명 텔레비전(EDTV - Enhanced-definition television)은 CEA(Consumer Electronics Association)에서 제정한 특정 디지털 텔레비전 형식을 말한다.
EDTV는 기본적으로 표준 텔레비전(SDTV)에서 비월 주사 방식으로 전송되는 (초당 비월 주사된 60 필드, NTSC 참고) 480 라인의 신호를 순차 주사 방식으로 (초당 60개의 온전한 프레임을) 전송하거나 비월 주사된 (초당 50 필드, PAL과 SECAM 참고) 576 라인의 신호를 순차 주사 방식으로 (초당 50 프레임) 전송하는 것을 말한다. 이 형식은 보통 "480p"와 "576p"로 표기한다. 비월 주사 방식의 일반 방송 시스템에서 사용되는 표준 텔레비전의 형식은 주로 "480i"와 "576i"로 표기한다.
EDTV의 신호는 종종 16:9의 가로세로비로 전송되며, 일반적으로 DVD와 동일한 수준의 화질을 보여준다. 한 라인 내의 픽셀의 수(가로 해상도)는 352부터 768까지 지원되지만 주로 704 또는 720 픽셀이 사용된다.
미국에서는, ATSC 표준의 디지털 TV 형식은 SDTV와 HDTV뿐이며 EDTV는 HDTV 표준의 일부로 들어간다.

## 같이 보기
- 저화질 텔레비전
- 디지털 표준 텔레비전
- 고선명 텔레비전
- 초고선명 텔레비전
- 디지털 텔레비전
- 아날로그 텔레비전